# Рикеттс, Дик
Ричард Джеймс «Дик» Рикеттс младший (англ. Richard James "Dick" Ricketts, Jr.; 4 декабря 1933 года, Потстаун, штат Пенсильвания — 6 марта 1988 года, Рочестер, штат Нью-Йорк) — американский профессиональный баскетболист и бейсболист. Риккетс выступал в Национальной баскетбольной ассоциации за команду «Сент-Луис Хокс». В 1959 году он стал питчером команды «Сент-Луис Кардиналс» и провел в ней 10 сезонов.

## Карьера игрока
Играл на позиции тяжёлого форварда и центрового. Учился в Университете Дюкейн, в 1955 году был выбран на драфте НБА под 1-м номером командой «Сент-Луис Хокс». Позже выступал за команду «Рочестер / Цинциннати Роялз». Всего в НБА провёл 3 сезона. В 1955 году включался в 1-ю всеамериканскую сборную NCAA, а 1954 году — во 2-ю всеамериканскую сборную NCAA. Всего за карьеру в НБА сыграл 212 игр, в которых набрал 1974 очка (в среднем 9,3 за игру), сделал 1337 подборов и 447 передач.
В марте 1958 года Рикеттс получил обидную травму в результате контакта с товарищем по команде Морисом Стоуксом, а после окончания сезона ушёл из баскетбола. Ещё в 1955 году Рикеттс, в качестве любителя на правах свободного агента, подписал контракт с клубом МЛБ «Сент-Луис Кардиналс», поэтому, после ухода из НБА, он решил попробовать свои силы в бейсболе. В 1959 году он сыграл 12 игр за свою новую команду, причём 9 из них начинал в стартовом составе. Его младший брат Дэйв Рикеттс играл в составе «Кардиналс» целых шесть лет (1963—1969).

## Смерть
Дик Рикеттс умер 6 марта 1988 года в Рочестере (штат Нью-Йорк).

## Статистика

### Статистика в НБА
| Сезон                                                                                    | Команда        | Регулярный сезон | Регулярный сезон | Регулярный сезон | Регулярный сезон | Регулярный сезон | Регулярный сезон | Регулярный сезон | Регулярный сезон | Регулярный сезон | Регулярный сезон | Регулярный сезон | Серия плей-офф | Серия плей-офф | Серия плей-офф | Серия плей-офф | Серия плей-офф | Серия плей-офф | Серия плей-офф | Серия плей-офф | Серия плей-офф | Серия плей-офф | Серия плей-офф |
| Сезон                                                                                    | Команда        | GP               | GS               | MPG              | FG%              | 3P%              | FT%              | RPG              | APG              | SPG              | BPG              | PPG              | GP             | GS             | MPG            | FG%            | 3P%            | FT%            | RPG            | APG            | SPG            | BPG            | PPG            |
| ---------------------------------------------------------------------------------------- | -------------- | ---------------- | ---------------- | ---------------- | ---------------- | ---------------- | ---------------- | ---------------- | ---------------- | ---------------- | ---------------- | ---------------- | -------------- | -------------- | -------------- | -------------- | -------------- | -------------- | -------------- | -------------- | -------------- | -------------- | -------------- |
| 1955/56                                                                                  | Сент-Луис Хокс | 29               |                  | 26,8             | 31,2             |                  | 70,5             | 6,8              | 2,8              |                  |                  | 8,4              | Не участвовал  | Не участвовал  | Не участвовал  | Не участвовал  | Не участвовал  | Не участвовал  | Не участвовал  | Не участвовал  | Не участвовал  | Не участвовал  | Не участвовал  |
| 1955/56                                                                                  | Рочестер       | 39               |                  | 29,9             | 31,3             |                  | 70,9             | 7,5              | 3,2              |                  |                  | 9,4              | Не участвовал  | Не участвовал  | Не участвовал  | Не участвовал  | Не участвовал  | Не участвовал  | Не участвовал  | Не участвовал  | Не участвовал  | Не участвовал  | Не участвовал  |
| 1956/57                                                                                  | Рочестер       | 72               |                  | 29,4             | 34,4             |                  | 69,4             | 6,1              | 1,8              |                  |                  | 11,2             | Не участвовал  | Не участвовал  | Не участвовал  | Не участвовал  | Не участвовал  | Не участвовал  | Не участвовал  | Не участвовал  | Не участвовал  | Не участвовал  | Не участвовал  |
| 1957/58                                                                                  | Цинциннати     | 72               |                  | 22,5             | 32,4             |                  | 67,3             | 5,7              | 1,6              |                  |                  | 7,8              | 2              |                | 15,5           | 33,3           |                | 100,0          | 5,0            | 1,0            |                |                | 7,5            |
|                                                                                          | Всего          | 212              |                  | 26,8             | 32,8             |                  | 69,2             | 6,3              | 2,1              |                  |                  | 9,3              | 2              |                | 15,5           | 33,3           |                | 100,0          | 5,0            | 1,0            |                |                | 7,5            |
| Наведите курсор мыши на аббревиатуры в заголовке таблицы, чтобы прочесть их расшифровку. |                |                  |                  |                  |                  |                  |                  |                  |                  |                  |                  |                  |                |                |                |                |                |                |                |                |                |                |                |

### Статистика в NCAA
| Сезон | Команда | Conf  | Class | GP  | GS | MPG | FG%  | 3P% | FT%  | RPG  | APG | SPG | BPG | PPG  |
| --- | ------- | ----- | ----- | --- | -- | --- | ---- | --- | ---- | ---- | --- | --- | --- | ---- |
| 1951/52 | Дюкейн  | Ind   | FR    | 27  |    |     | 39,3 |     | 72,4 | 10,7 | 1,1 |     |     | 12,4 |
| 1952/53 | Дюкейн  | Ind   | SO    | 29  |    |     | 35,9 |     | 65,5 | 11,0 |     |     |     | 20,9 |
| 1953/54 | Дюкейн  | Ind   | JR    | 29  |    |     | 42,0 |     | 72,7 | 10,4 |     |     |     | 17,2 |
| 1954/55 | Дюкейн  | Ind   | SR    | 26  |    |     | 40,0 |     | 77,8 | 17,3 |     |     |     | 20,1 |
| Всего | Всего   | Всего | Всего | 111 |    |     | 39,0 |     | 71,9 | 12,2 | 0,3 |     |     | 17,7 |
| Наведите курсор мыши на аббревиатуры в заголовке таблицы, чтобы прочесть их расшифровку Статистика приведена с сайта sports-reference.com |         |       |       |     |    |     |      |     |      |      |     |     |     |      |